# 基秦拿車站
基秦拿車站（英語：Kitchener railway station）位於加拿大安大略省基秦拿市下城的東北部韋伯街西和维多利亚街的交叉口上。站房始建于1897年，为单層砖木结构，站房内设有候车室和票房。在站房的东侧有一幢建于1925年的货运楼，现作为戈德里奇-埃克塞特铁路（Goderich–Exeter Railway）的总部。
该站每日有两对往返于多伦多与萨尼亚间由维亚铁路运营的客运列车。GO运输基秦拿線則每日提供四班通勤列车，工作日早上東行往多伦多市中心聯合車站，工作日下午則西行回基秦拿。該項GO通勤鐵路服務在離峰時段和週末僅限來往聯合車站和賓頓的賓馬利車站（Bramalea），乘客需依靠GO的30號巴士來往基秦拿和賓馬利。葛兰河运输在车站附近的韦伯道与维多利亚道上提供本地公交接驳。

## 歷史

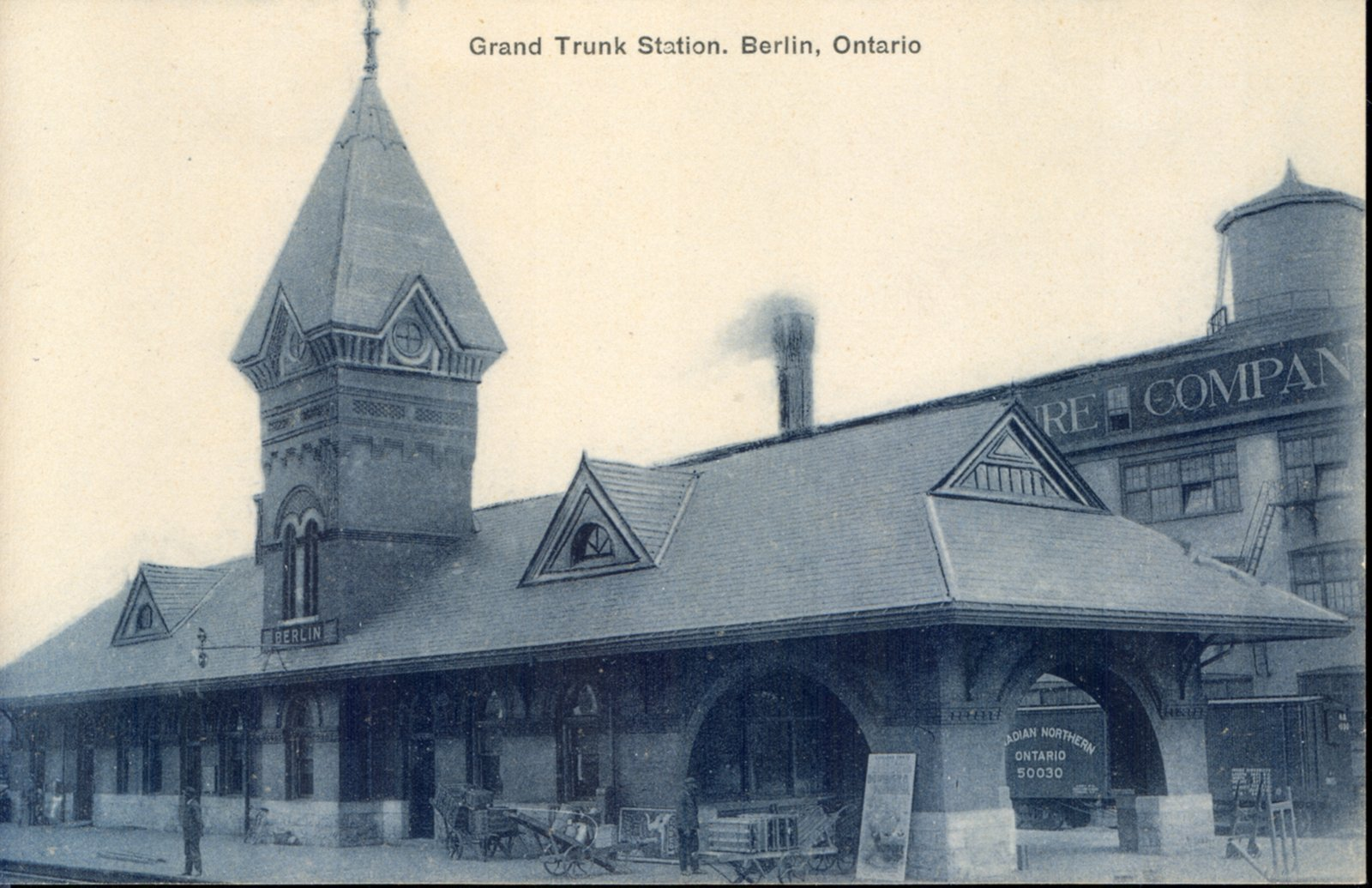
1908年的柏林車站

大主幹鐵路（Grand Trunk Railway）於1856年開通至基秦拿（當時稱為柏林），並在當地設立一個小型車站，到1897年則由現有車站取代。車站原有一座大型鐘樓，1908年車站經歷火災後鐵路公司則增建多一座塔樓。除著柏林於1916年改稱基秦拿，車站亦改為現稱。車站業權其後改歸加拿大國家鐵路公司（CN），而該公司則於1966年拆卸車站鐘樓。CN更於1983年一度考慮拆卸整座車站，但1978年從CN接手客運鐵路服務的維亞鐵路則成功保留車站建築，而車站則於1994年2月15日列為歷史鐵路建築。
維亞鐵路和美鐵從1982年起合辦「國際有限號」鐵路服務（International Limited），來往芝加哥和多倫多，並在基秦拿車站停靠；該項鐵路服務於2004年停駛。GO運輸則於2010年宣佈斥資1800萬加元，將佐治鎮通勤鐵路線沿大主幹鐵路走線經阿克頓（Acton）和貴湖伸延至基秦拿車站，2011年12月19日投入服務。

## 未來發展
滑鐵盧區政府計劃將基秦拿車站西移三個路口至國王街，以便與2018年通車的滑鐵盧區輕鐵交匯。新車站除了容納維亞鐵路和GO通勤鐵路服務外，還供灰狗巴士和加拿大客車公司（Coach Canada）的長途客運巴士停靠，預料最早於2022年落成。